# Ramón Zabalo
Ramón Zabalo Zubiaurre (South Shields, 10 juni 1910 – Viladecans, 2 januari 1967) was een Spaans voetballer. Hij speelde als verdediger.

## Clubvoetbal
Zabalo begon als voetballer in 1929 bij FC Barcelona. Tijdens de Spaanse Burgeroorlog speelde hij tijdelijk in Frankrijk bij Racing Club de Paris (1937-1944). Zabalo keerde in 1944 terug naar FC Barcelona en hij beëindigde zijn loopbaan in 1945 nadat de verdediger met Barça de Spaanse landstitel had gewonnen.

## Nationaal elftal
Zabalo speelde elf interlands voor het Spaans nationaal elftal. Hij debuteerde op 9 december 1931 tegen Engeland en op 3 mei 1936 speelde de verdediger tegen Zwitserland zijn laatste interland. Zabalo behoorde tot de Spaanse selectie voor het WK 1934.